# نثر الدرلي (تشيشير)
نثر الدرلي (بالإنجليزية: Nether Alderley)‏ هي قرية و أبرشية مدنية تقع في المملكة المتحدة في إنجلترا. يقدر عدد سكانها بـ 571 نسمة .